# Ga Trúc Vi
Ga Trúc Vi nằm tại Đạm Thủy ở Tân Bắc, Đài Loan. Nhà ga nằm trên Tuyến Đạm Thủy thuộc Tàu điện ngầm Đài Bắc.

## Tổng quan

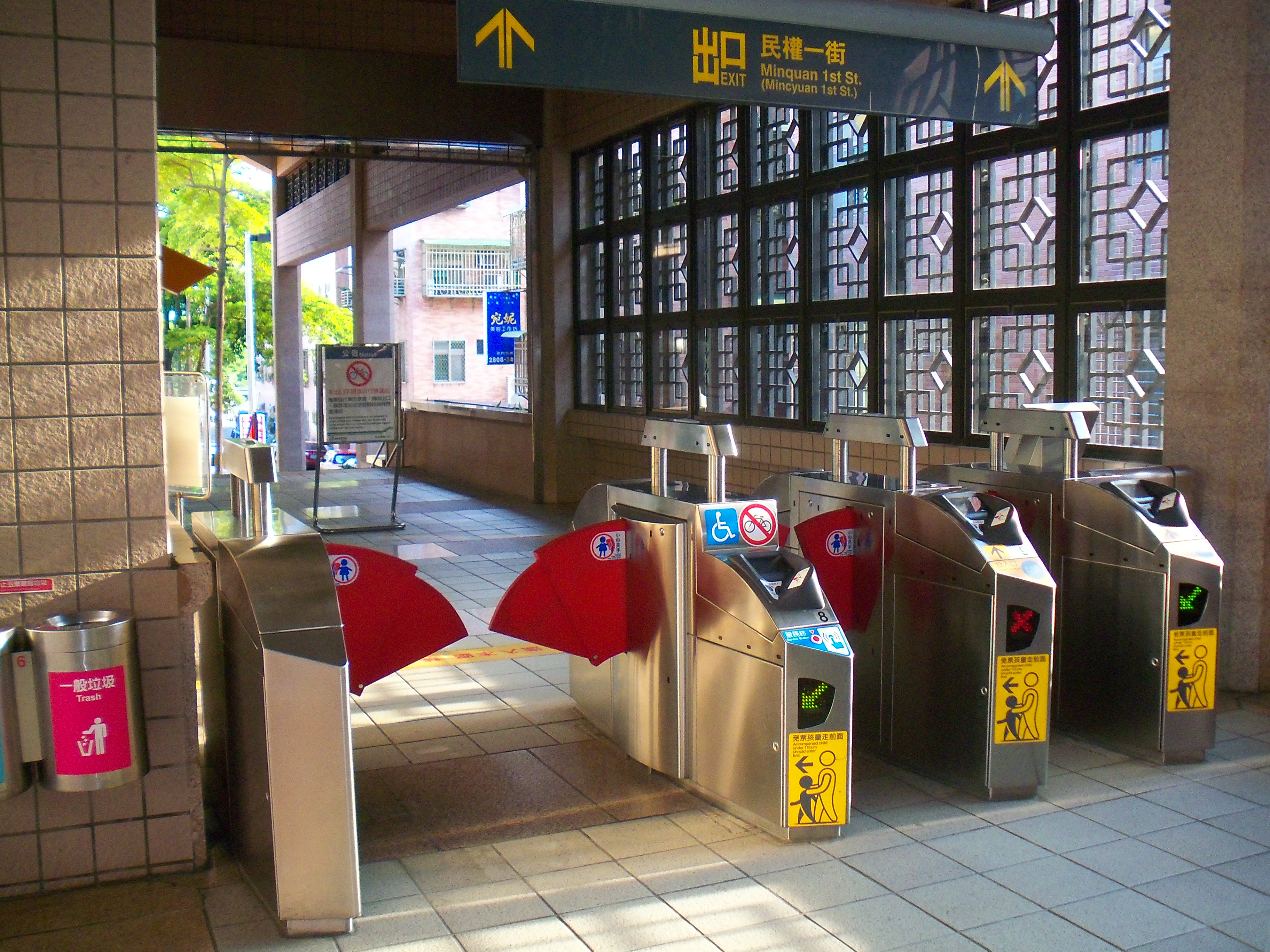
Cổng thu phí tại lối thoát 2.

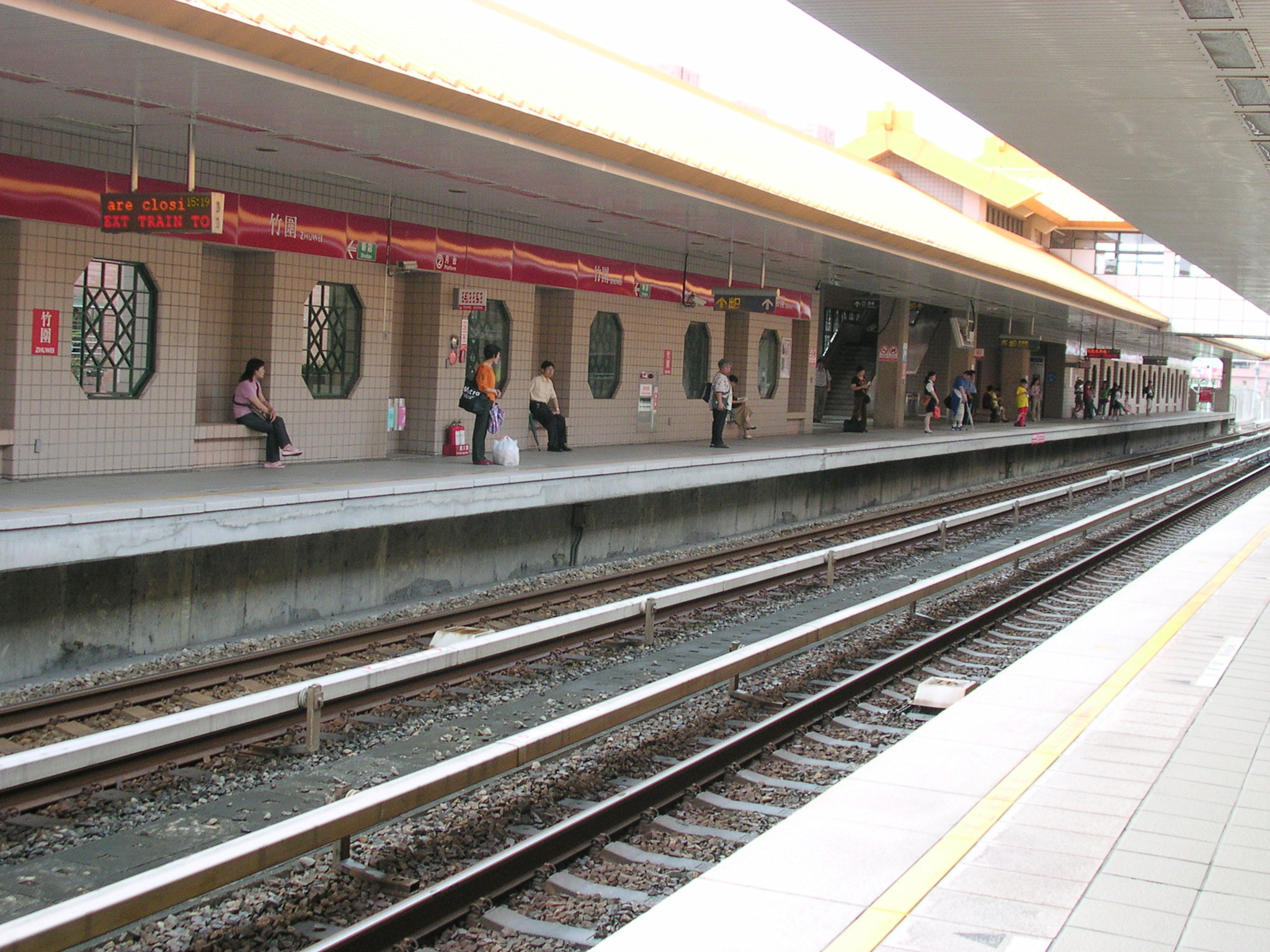
Ke ga Trúc Vi.

Nhà ga có cấu trúc 2 ke ga và 2 lối thoát.

## Lịch sử
Nhà ga được xây dựng vào năm 1932 như "Ga Trúc Vi" (Nhật: 竹圍乘降場), và đóng cửa vào ngày 15 tháng 8 năm 1988. Sau đó lại mở cửa vào ngày 28 tháng 3 năm 1997.

## Bố trí ga
| 2F                                                                                          | Tầng kết nối                                                    | Skyway kết nối ke ga |
| Đường đi                                                                                    |                                                                 |                      |
| Phòng chờ (hướng đi ke ga 1)                                                                |                                                                 |                      |
| Lối ra/vào, hành lang, quầy thông tin, máy bán vé tự động, cổng soát vé 1 chiều Nhà vệ sinh |                                                                 |                      |
| Ke ga, cửa sẽ mở bên phải                                                                   |                                                                 |                      |
| Ke ga 1                                                                                     | ← Tuyến Đạm Thủy-Tín Nghĩa hướng đi Đạm Thủy (R27 Hồng Thụ Lâm) |                      |
| Ke ga 2                                                                                     | → Tuyến Đạm Thủy-Tín Nghĩa hướng đi Núi Tượng (R25 Quan Độ) →   |                      |
| Ke ga, cửa sẽ mở bên phải                                                                   |                                                                 |                      |

## Lịch trình thời gian
Thời gian chuyến tàu đầu tiên và cuối cùng tại ga Trúc Vi  is as follows:
| Địa điểm                   | Chuyến đầu tiên            | Chuyến đầu tiên            | Chuyến cuối cùng           |
| Địa điểm                   | Thứ 2 − 6                  | Thứ 7 − chủ nhật           | Ngày thường                |
| - Tuyến Đạm Thủy-Tín Nghĩa | - Tuyến Đạm Thủy-Tín Nghĩa | - Tuyến Đạm Thủy-Tín Nghĩa | - Tuyến Đạm Thủy-Tín Nghĩa |
| -------------------------- | -------------------------- | -------------------------- | -------------------------- |
| R28 Đạm Thủy               | 06:07                      | 06:07                      | 01:10                      |
| R02 Núi Tượng              | 06:05                      | 06:05                      | 00:06                      |